# 落居ウインドファーム
落居ウインドファーム（おちいウインドファーム）は、静岡県牧之原市落居にある風力発電所である。

## 概要
送電建設、電気設備工事等を行っている白川電気土木によって建設・運営され、中部電力に供給している。
海岸に近い山間部を通る金谷御前崎連絡道路南遠道路（国道150号バイパス）の須々木IC - 笠名IC間沿いにかけて立地し、風車発電機が5基設置されており、発電所の出力は9,500kW。
2006年12月から1,500kWの風車発電機（GE1.5s）1基が、2009年4月から2,000kWの風車発電機（Enercon E-82）4基が、それぞれ運転を開始している。
年間発電量は約2,500万kWhで、牧之原市内の約7,000世帯分（家庭電力の47％）を賄うが、低周波音の問題があるため増設予定は無い。